# Monumento ai caduti

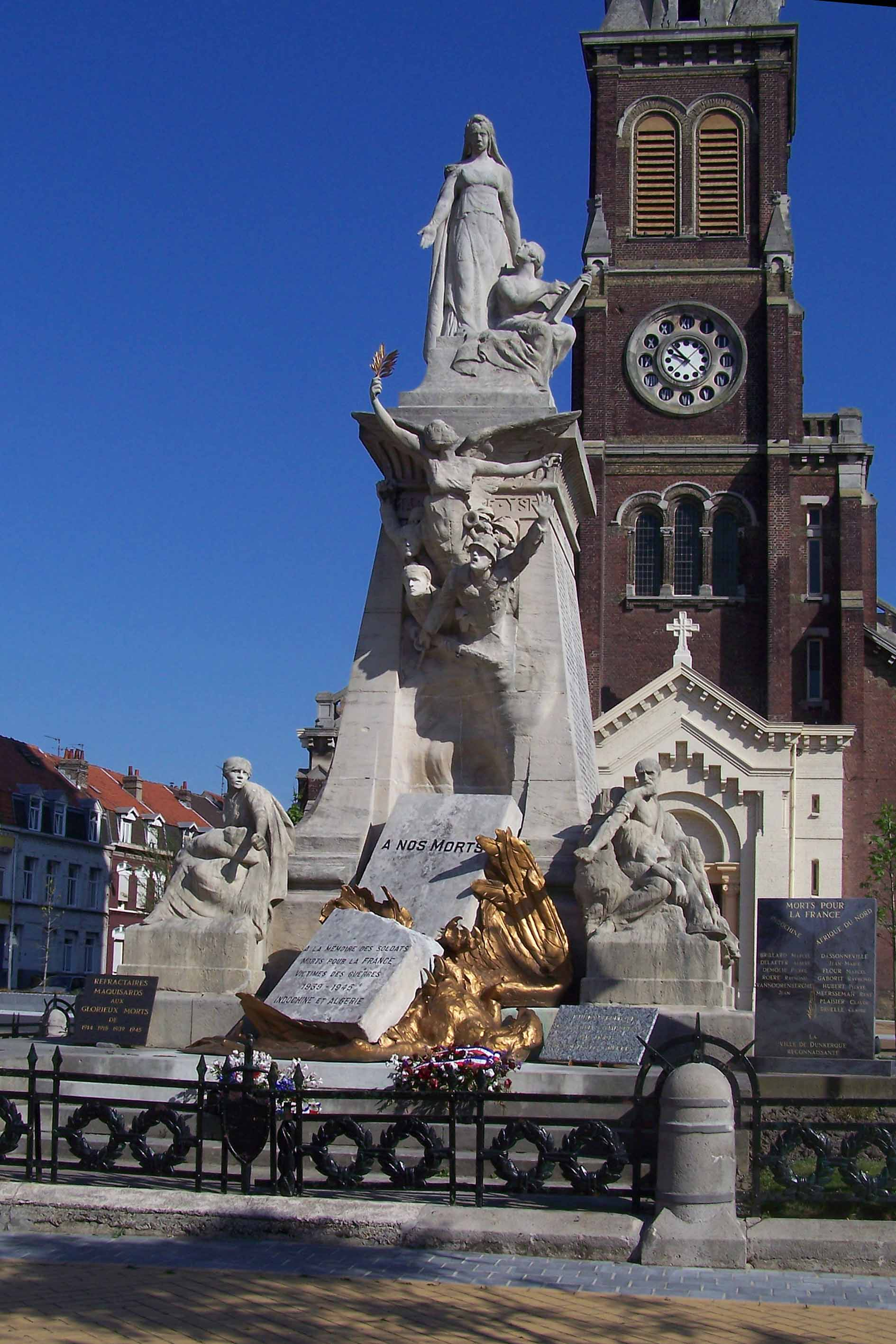
Monumento ai caduti di Dunkerque

Il monumento ai caduti (in francese monument aux morts; in tedesco Kriegerdenkmal o Gefallenendenkmal; in inglese war memorial) è un tipo di opera architettonica e spesso scultorea eretta in molte nazioni, specie presso le singole comunità locali, per commemorare i militari, o anche a volte i civili, morti nelle guerre, soprattutto nei due conflitti mondiali. Reca in genere l'iscrizione dei nomi dei caduti.
La distinzione dal concetto di memoriale di guerra (traduzione letterale dell'inglese war memorial) passa per la considerazione delle differenze culturali che la memoria della guerra e dei caduti presenta nelle varie nazioni.

## Storia

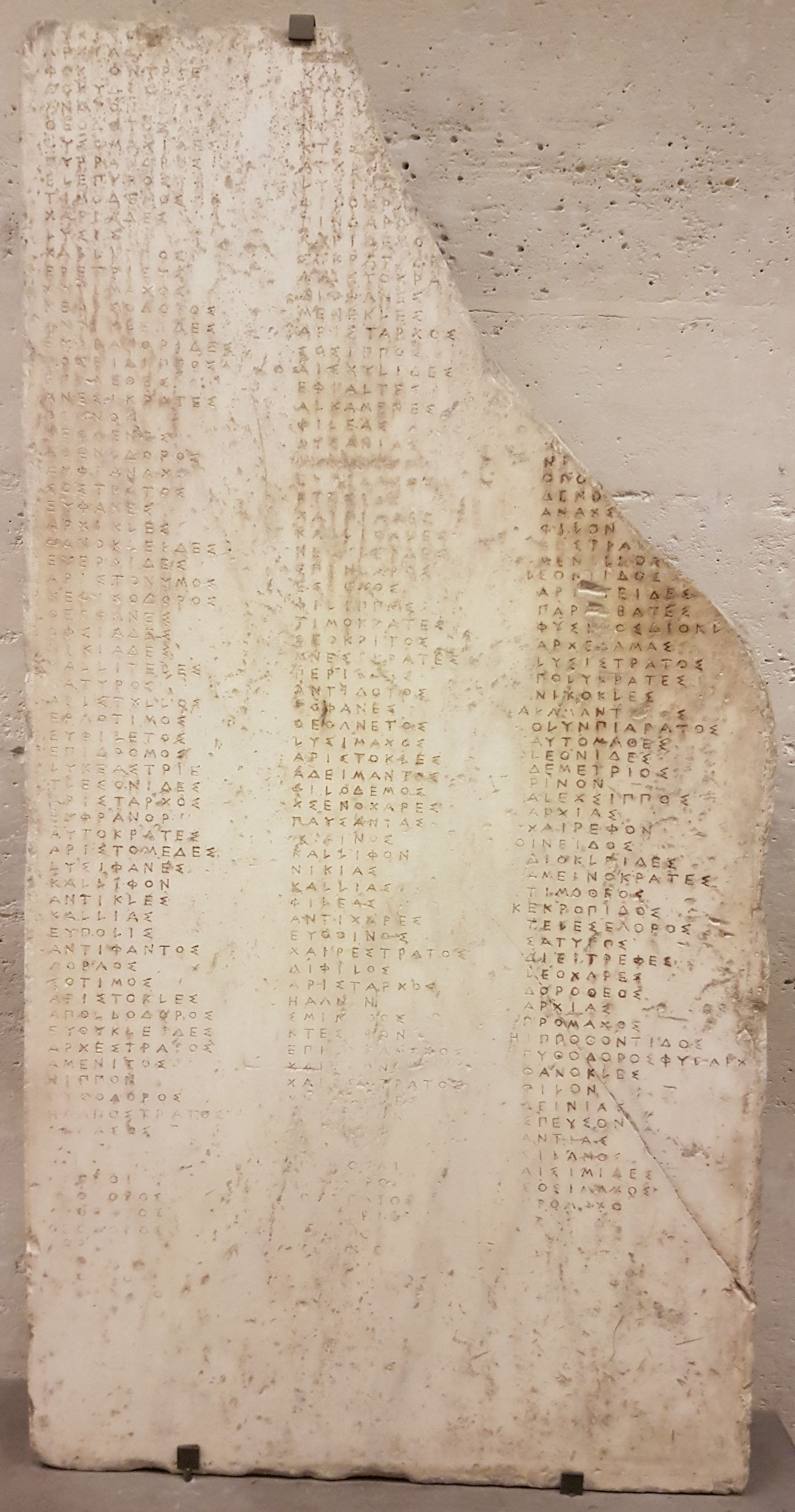
Stele del V secolo a.C. con incisa una lista di nomi di cittadini ateniesi morti in battaglia (Parigi, museo del Louvre)

Benché tipicamente contemporanea, l'usanza di dedicare memoriali ai caduti in guerra conosce precedenti nel mondo antico, e in particolare nelle poleis greche. In genere, il ricordo dei caduti aveva solo una dimensione privata, che prendeva subito il posto delle prescritte solennità pubbliche (cerimonie funebri, discorsi commemorativi) alla loro conclusione. A volte tuttavia i caduti non venivano rimpatriati, ma sepolti sul campo di battaglia. Quest'ultimo poteva essere reso monumentale e dotato di iscrizioni memoriali; oppure erano i luoghi pubblici della polis a ospitare cenotafi e iscrizioni.
Il contesto della polis è tuttavia pur sempre, rapportato alla moderna nazionalizzazione del culto dei morti, un ambito di dimensioni limitate, e fino alla Rivoluzione francese il tributo delle grandi entità politiche ai semplici soldati fu del tutto eccezionale, tanto più che nelle battaglie si potevano contare migliaia di morti e si provvedeva per motivi sanitari a seppellirli immediatamente sul campo; la memoria della guerra (e della vittoria) fino al XVIII secolo fu quindi incarnata dagli archi di trionfo, dai dipinti celebrativi, dai monumenti eretti ai condottieri militari e politici.
La Rivoluzione, con l'introduzione del principio egualitario e della coscrizione di massa, ruppe questa concezione gerarchica in favore dell'ideale eroismo di ogni soldato caduto per la patria, il cui ricordo assurgeva ormai a una dimensione nazionale. L'avvento di Napoleone ripristinò, tolta l'ordinanza in gran parte inattuata di far erigere colonnes départementales in memoria dei caduti per la patria in ogni luogo, una preferenza per l'arco trionfale nella celebrazione della Grande Armée e un ordine gerarchico (l'Arco eretto a Parigi nel 1806 reca solo i nomi degli ufficiali in servizio sotto la Repubblica e l'Impero, molti dei quali viventi al tempo dell'iscrizione).
Ma contestualmente alla Rivoluzione il Regno di Prussia aveva adottato la commemorazione dei caduti, e Federico Guglielmo II (1793) aveva fatto erigere in Francoforte un monumento (Hessendenkmal) in onore dei soldati assiani e prussiani morti il 2 dicembre 1792 nella liberazione della città.
Si trattava comunque di un'eccezione rispetto alla generale tendenza a tenere memoria dei nomi dei caduti fuori dai luoghi pubblici (si usava ricordarli nelle chiese); tendenza che si invertì nella seconda metà dell'Ottocento con i moti del '48 e la guerra di Crimea. La stessa Francia non ebbe monuments aux morts diffusi sul territorio fino alla Terza Repubblica, e definitivamente solo dopo la prima guerra mondiale. Negli Stati Uniti la costruzione di memoriali della guerra di secessione fu intrapresa dai veterani già nel 1865 e raggiunse l'apice a metà degli anni 1880. Nonostante il ritardo della loro commemorazione, si può parlare della guerra franco-prussiana e della guerra civile americana come dei primi due conflitti degnati di memoria monumentale diffusa.

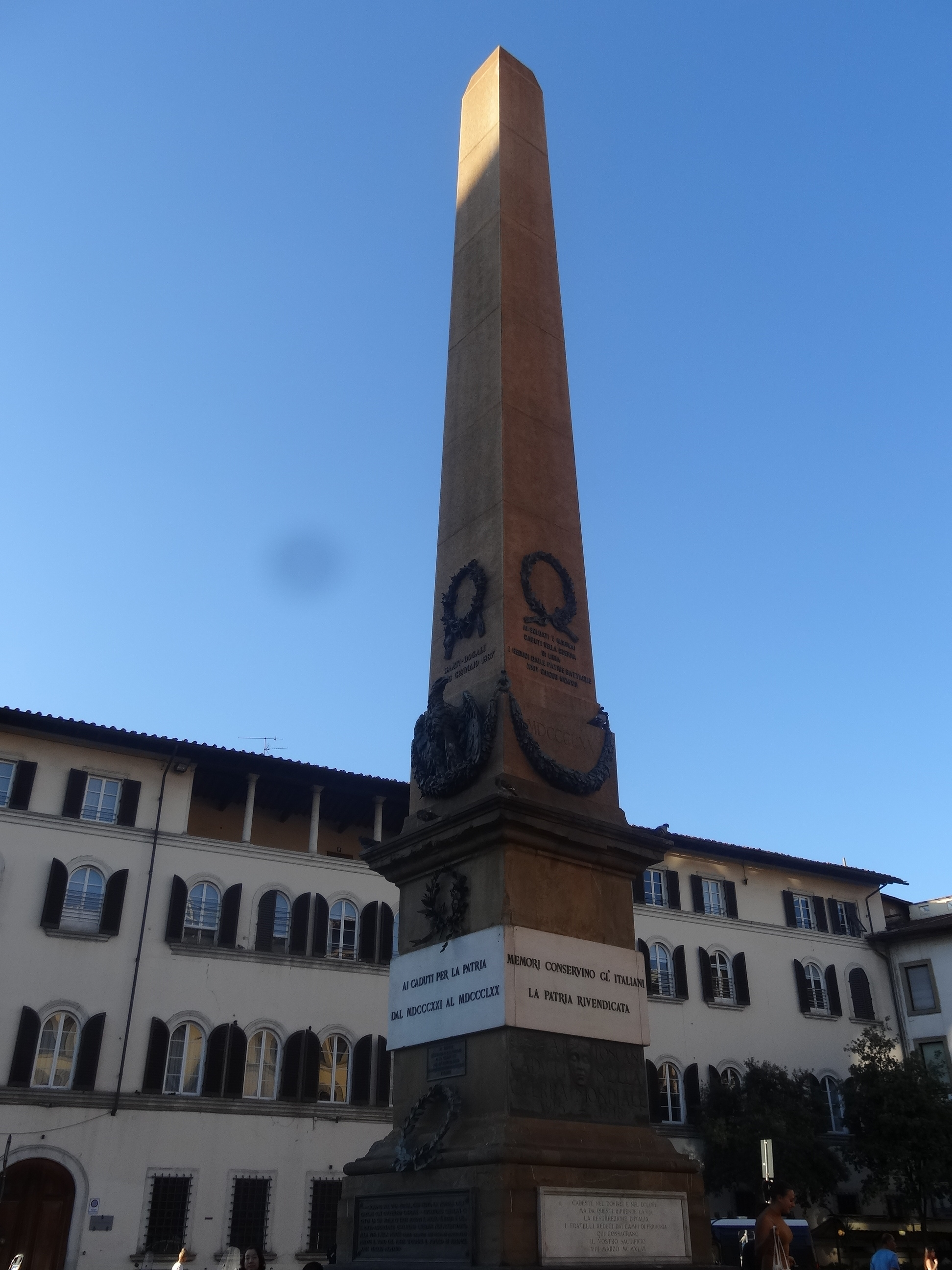
Obelisco ai caduti delle guerre d'indipendenza a Firenze (1882)

Le guerre mondiali, con la distruzione a tappeto che provocarono e la perdita di vite umane che con esse si spinse a toccare le fin più piccole comunità, accentuarono il simbolismo eroico dei monumenti ai caduti e dei memoriali di guerra. Tale simbolismo non mostra significative differenze nei monumenti eretti dai vincitori e dagli sconfitti: presso tutti si trovano statue che raffigurano il dolore o la morte del soldato, come anche simboli di vittoria (San Giorgio o Michele arcangelo trionfanti sul drago, Nike), anche se questi ultimi possono appartenere a monumenti progettati prima dell'esito di una guerra in una nazione poi sconfitta.

## Concezioni
Le varie nazioni possiedono concezioni in parte differenti del monumento ai caduti, riflesse dal loro nome nelle diverse lingue.
In francese si parla di monument aux morts («monumento ai morti»). Il concetto non esclude la commemorazione, a volte, dei civili; tuttavia in Francia il fenomeno ha preso piede tardivamente, all'indomani della seconda guerra mondiale (anche per i morti della prima, commemorati principalmente nel nord est che ricordò già in quel conflitto l'occupazione nemica).
Il tedesco usa secondo i casi Kriegerdenkmal («monumento memoriale di guerra») o Gefallenendenkmal («monumento memoriale dei caduti»), accogliendo così le due principali concezioni del monumento ai caduti. Il Kriegerdenkmal non limita il ricordo ai soli morti né ai soli militari, e ne esistono infatti esempi che commemorano anche i reduci e le vittime civili.
L'inglese preferisce war memorial («memoriale di guerra»). Nei paesi anglofoni è comune la celebrazione dei reduci: in un caso su venti ne sono riportati i nomi, e la metà dei monumenti che non recano nomi tributa onori anche ai combattenti non deceduti. È vivo inoltre il dibattito sulla funzione pratica del memoriale, che a volte consiste in un semplice monumento privo di altre utilità; altre volte si dota invece al contempo di un uso pratico (fontane, orologi); altre infine non presenta aspetto monumentale ma consiste in un servizio pubblico (biblioteche, ospedali, scuole).

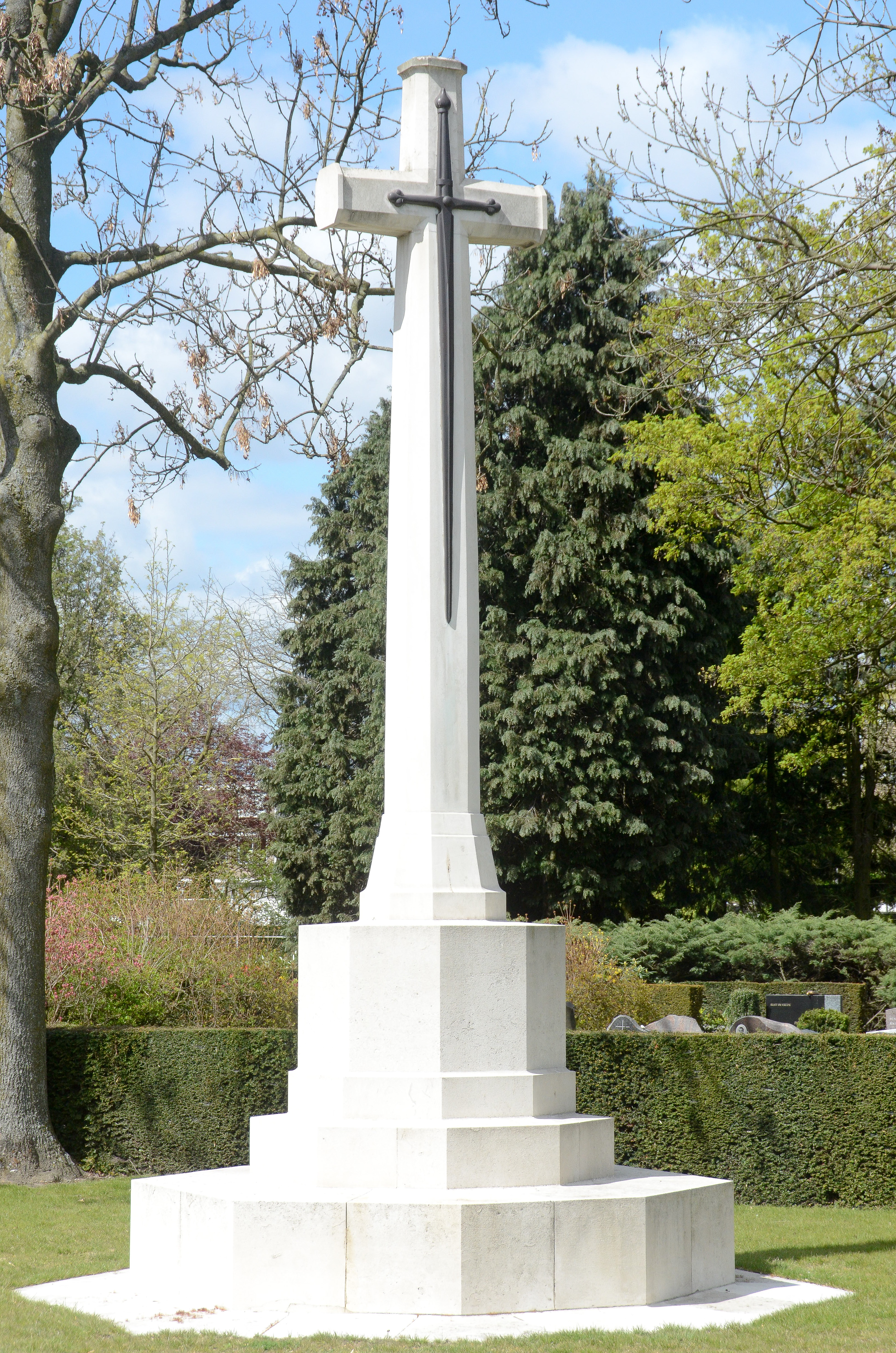
Una Cross of Sacrifice a Eindhoven

Ancora diverso è il luogo di sepoltura dei soldati che, quando è comune e adibito a cimitero di guerra, prende tipicamente il nome di sacrario o ossario (militare); i cimiteri di guerra britannici e del Commonwealth sono spesso dotati al loro interno di un memoriale di guerra a carattere monumentale, calato nelle tipiche forme della pietra del ricordo (Stone of Remembrance) o della croce del sacrificio (Cross of Sacrifice).

## Forme e iscrizioni
I monumenti ai caduti hanno forma varia, dall'obelisco, al cenotafio, all'urna, alla stele, alla colonna (anche spezzata), alla semplice lapide; possono essere adorni di statue dai temi ricorrenti e variabili secondo la cultura nazionale (il soldato caduto o vittorioso, la madre piangente, la vittoria alata, l'angelo della pace, il santo che uccide il drago, effigi di animali come l'aquila o il leone).
Oltre all'iscrizione dei nomi dei caduti, i monumenti recano in genere motti anch'essi tradizionali di ogni cultura nazionale: in Francia e in Italia si trovano dediche della comunità cittadina «à ses enfants morts pour la Patrie», «ai suoi figli caduti per la Patria»; nel mondo di lingua inglese frasi come «their name liveth for evermore» («il loro nome vive in eterno», dal Siracide) o «we will remember them» («li ricorderemo»).
Alcuni monumenti francesi e tedeschi contengono moniti contro la guerra, con un messaggio esplicito ma analogo a quello affidato altre volte alle rovine di guerra riconvertite in grandi memoriali, come il Memoriale della pace di Hiroshima o la Chiesa della memoria di Berlino.

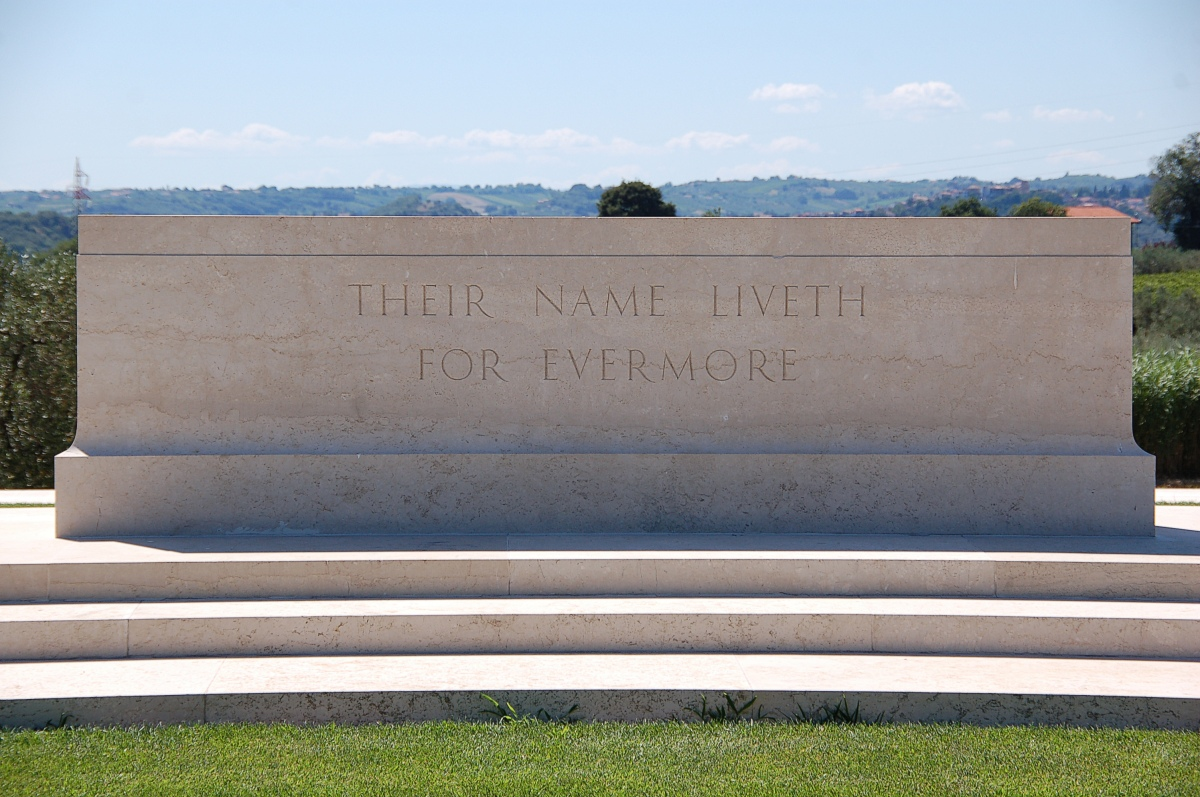
Stone of Remembrance del cimitero britannico del Sangro con l'iscrizione their name liveth for evermore
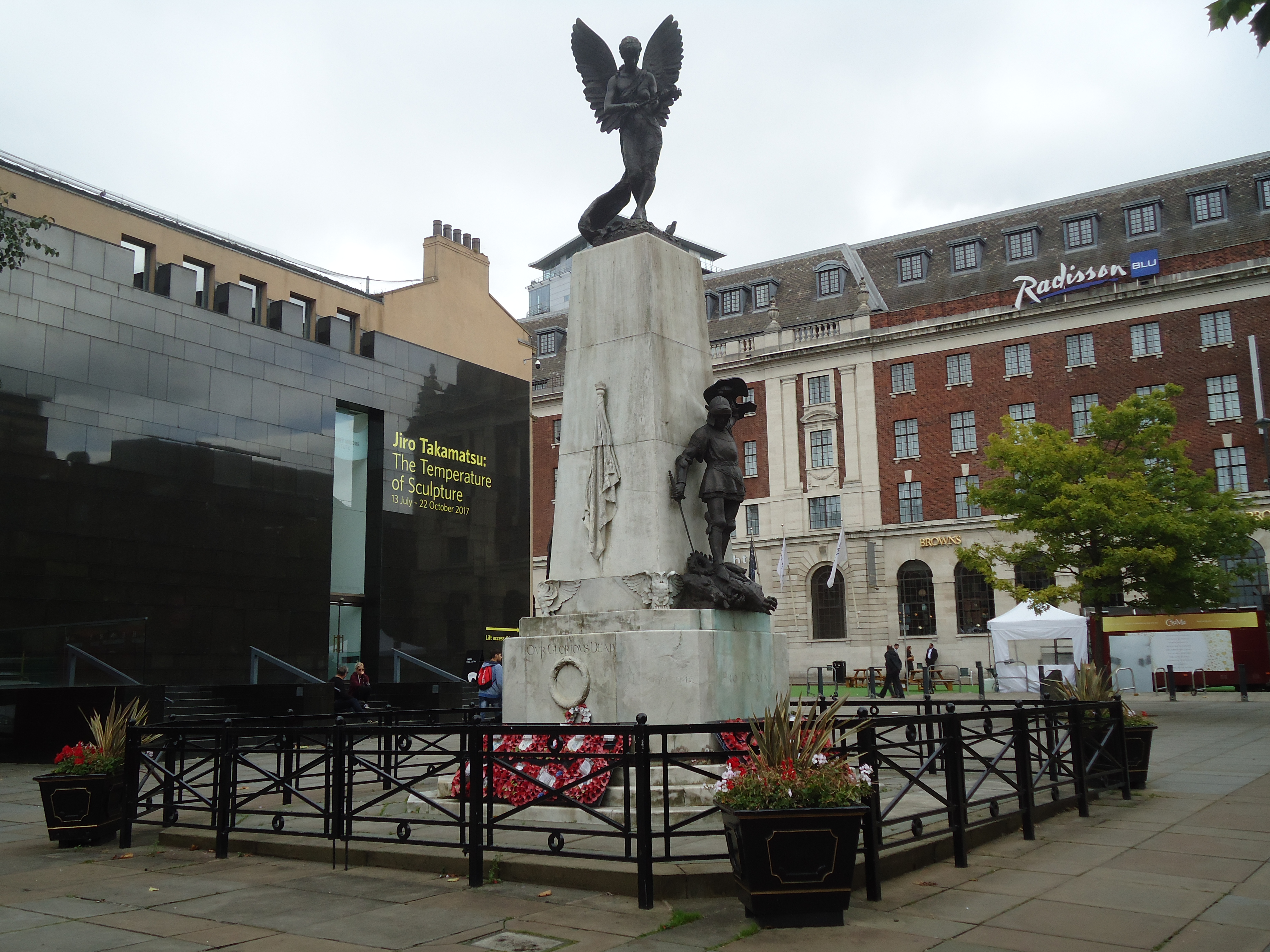
Memoriale di guerra di Leeds con l'angelo della pace, san Giorgio che uccide il drago e l'iscrizione to ovr gloriovs dead
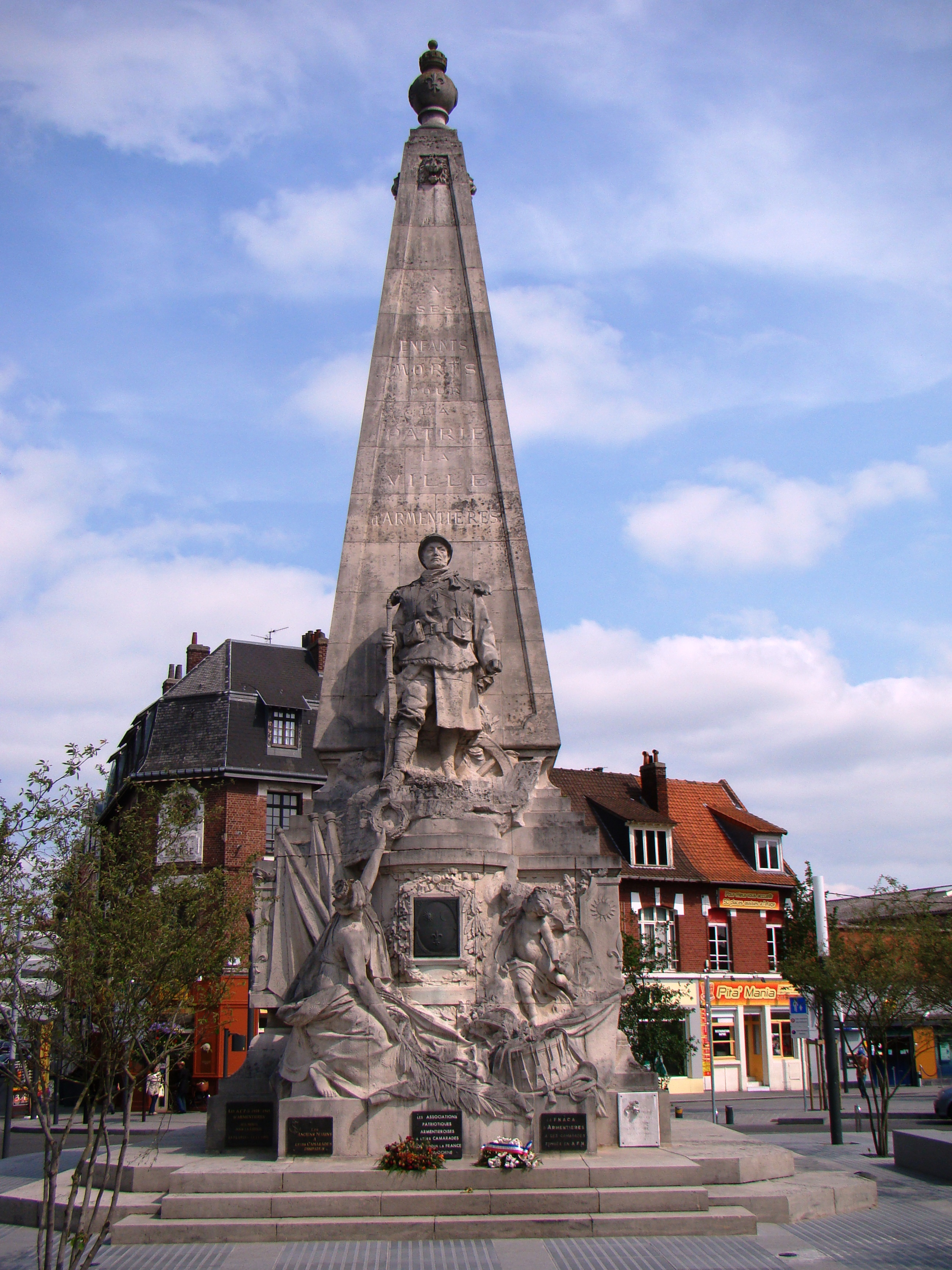
Monumento ai morti consistente in un obelisco con effigie di soldato e iscrizione à ses enfants morts pour la patrie la ville d'armentières
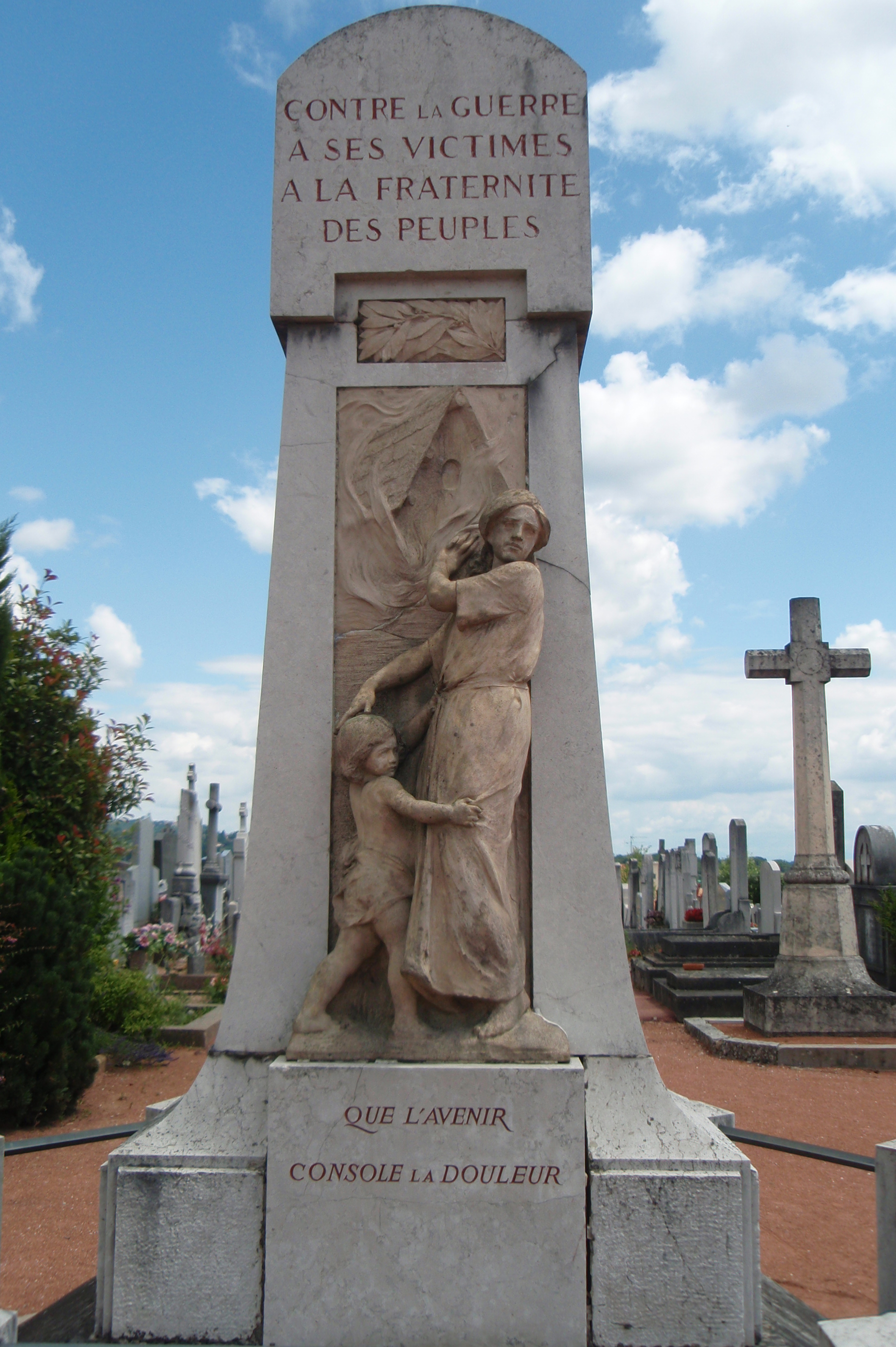
Monumento pacifista ai morti di Dardilly con le iscrizioni contre la guerre – à ses victimes –  à la fraternité des peuples e que l'avenir console la douleur
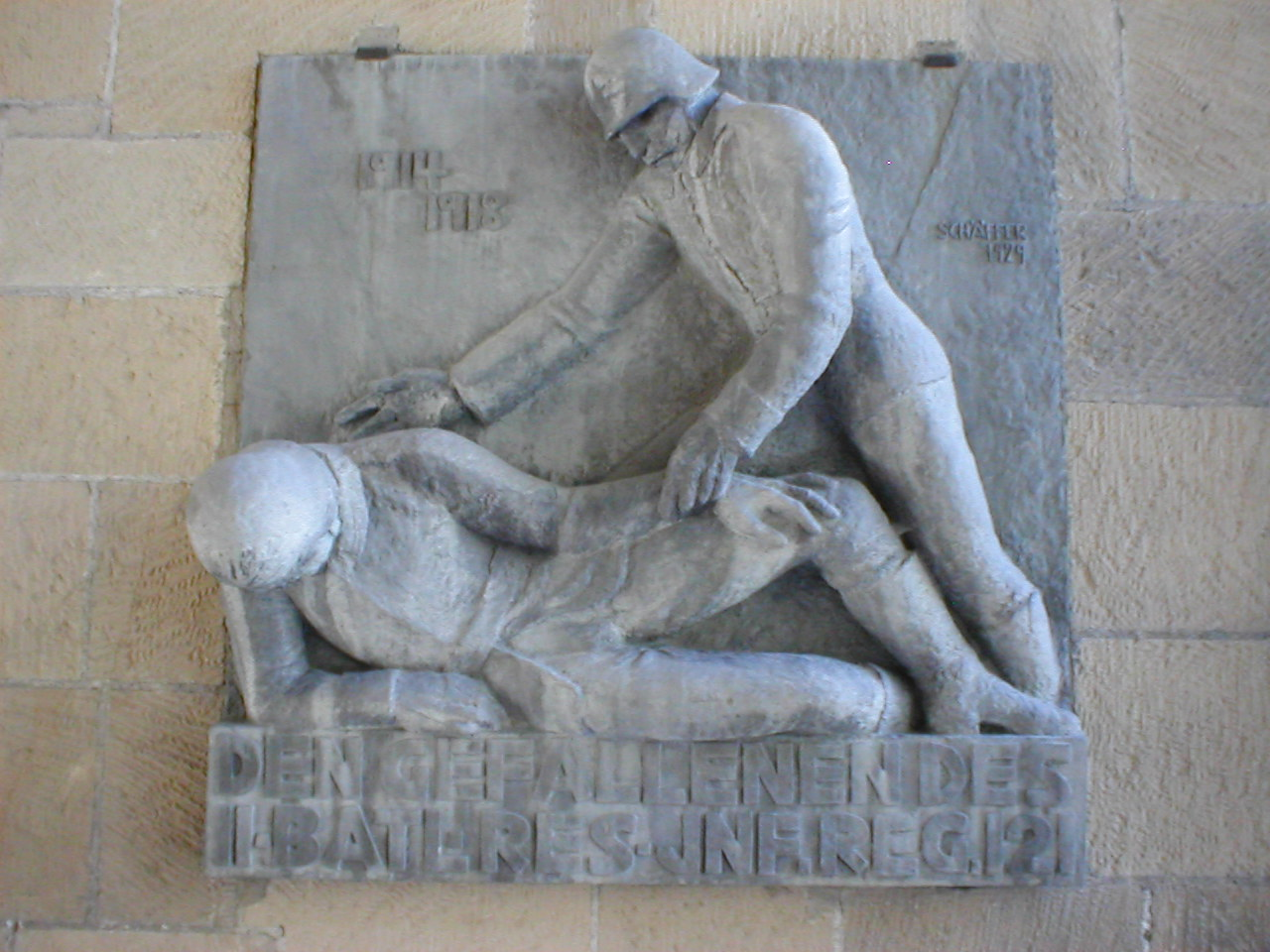
Rilievo a Heilbronn con soldato morente e iscrizione den gefallenen des ii batl. res.jnf.reg. 121
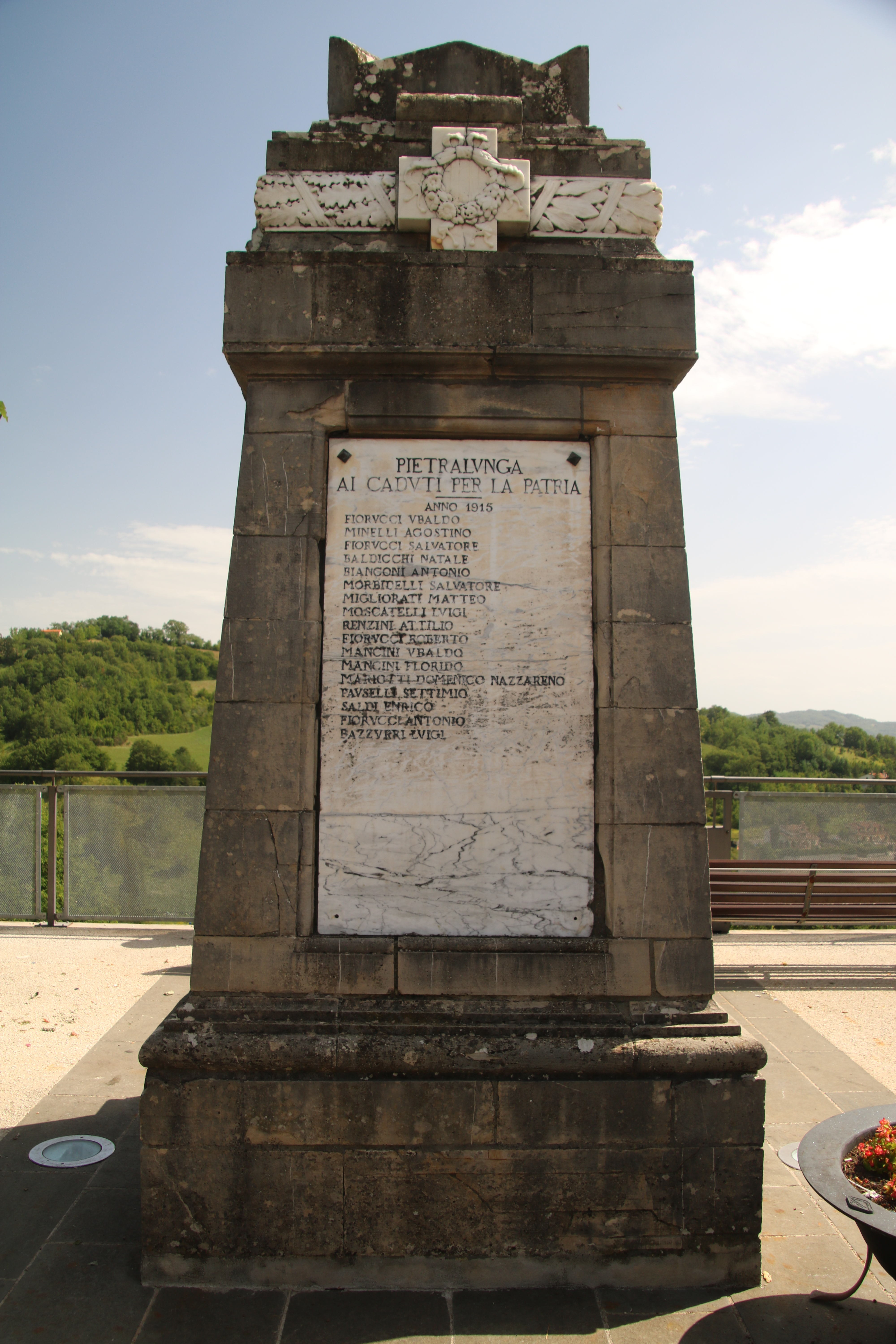
Monumento ai caduti italiano recante pietralvnga ai cadvti per la patria sotto l'elenco dei caduti del 1915
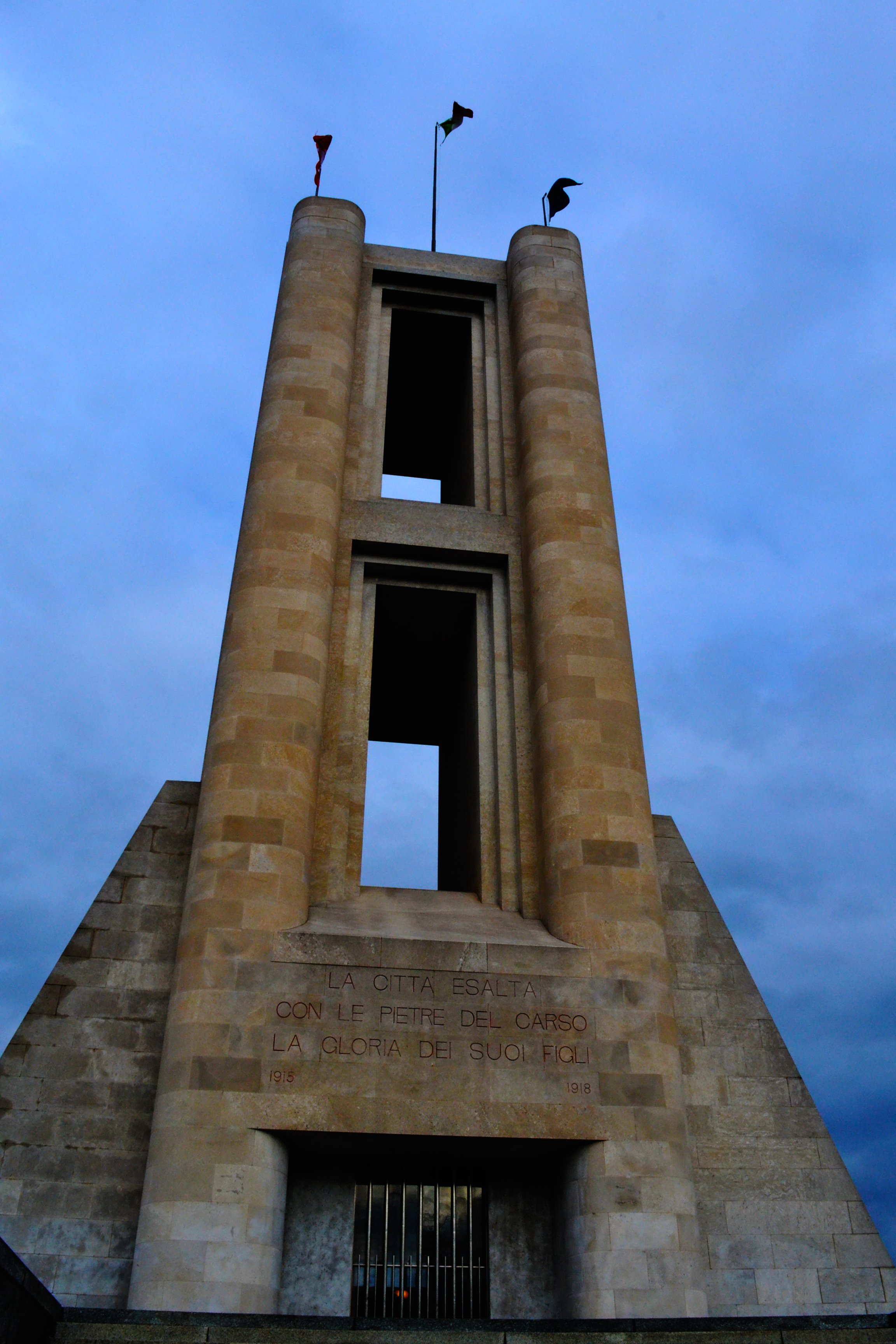
Monumento ai caduti di Como con iscrizione la città esalta con le pietre del carso la gloria dei suoi figli